# Klimaszewskia
Klimaszewskia är ett släkte av insekter. Klimaszewskia ingår i familjen långrörsbladlöss.
Kladogram enligt Catalogue of Life:
| Klimaszewskia | \| \| Klimaszewskia dracocephali \| \| \| \| \| \| Klimaszewskia salviae \| \| \| \| |
|               | \| \| Klimaszewskia dracocephali \| \| \| \| \| \| Klimaszewskia salviae \| \| \| \| |
|               | Klimaszewskia dracocephali                                                           |
|               |                                                                                      |
|               | Klimaszewskia salviae                                                                |
|               |                                                                                      |